# پارک ها سون
پارک ها سون (کره‌ای: 박하선، زادهٔ ۲۲ اکتبر ۱۹۸۷) بازیگر اهل کره جنوبی است. از نقش های برجستهٔ او می‌توان به ملکه این‌هیون در افسانه دونگ‌یی (۲٠۱٠) اشاره کرد.

## فیلم‌شناسی

### فیلم
- احمق (۲۰۰۸)
- مادر (۲۰۰۷
- قهرمان (۲۰۱۱)
- کلینیک ناشنوایان (۲۰۱۲)
- دونده‌های نیمه‌شب (۲۰۱۷)
- همدردی (۲۰۲۲)

### مجموعه تلویزیونی
- افسانه دونگ‌یی (۲۰۱۰) (MBC)
- من نمی‌توانم توقف کنم (۲۰۰۹) (MBC)
- آن احمق (۲۰۰۹) (KBS2)
- زادگاه افسانه‌ها (۲۰۰۸) (KBS2)
- مخالفان قدرتمند (۲۰۰۸) (KBS2)
- پادشاه و من (۲۰۰۸) (SBS)
- رسوایی پایتخت (۲۰۰۷) (KBS2)
- وسوسه (۲۰۱۴) (SBS)
- ستاره سیب‌زمینی ۲۰۱۳کیوآر۳ (tVN) (2013)
- ضربه عالی انتقام پاکوتاه (۲۰۱۱) (MBC)
- نابغهٔ تبلیغات لی تائه بک (۲۰۱۳) (kBS2)
- دو هفته (۲۰۱۳) (SBS)
- سه روز (۲۰۱۴) (SBS)
- تنها نوشیدن (۲۰۱۶) (tVN)
- عشق در بعد از ظهر (۲۰۱۹) (channel A)
- نقاب (۲۰۲۱) (MBC)